# Zoo di Anversa

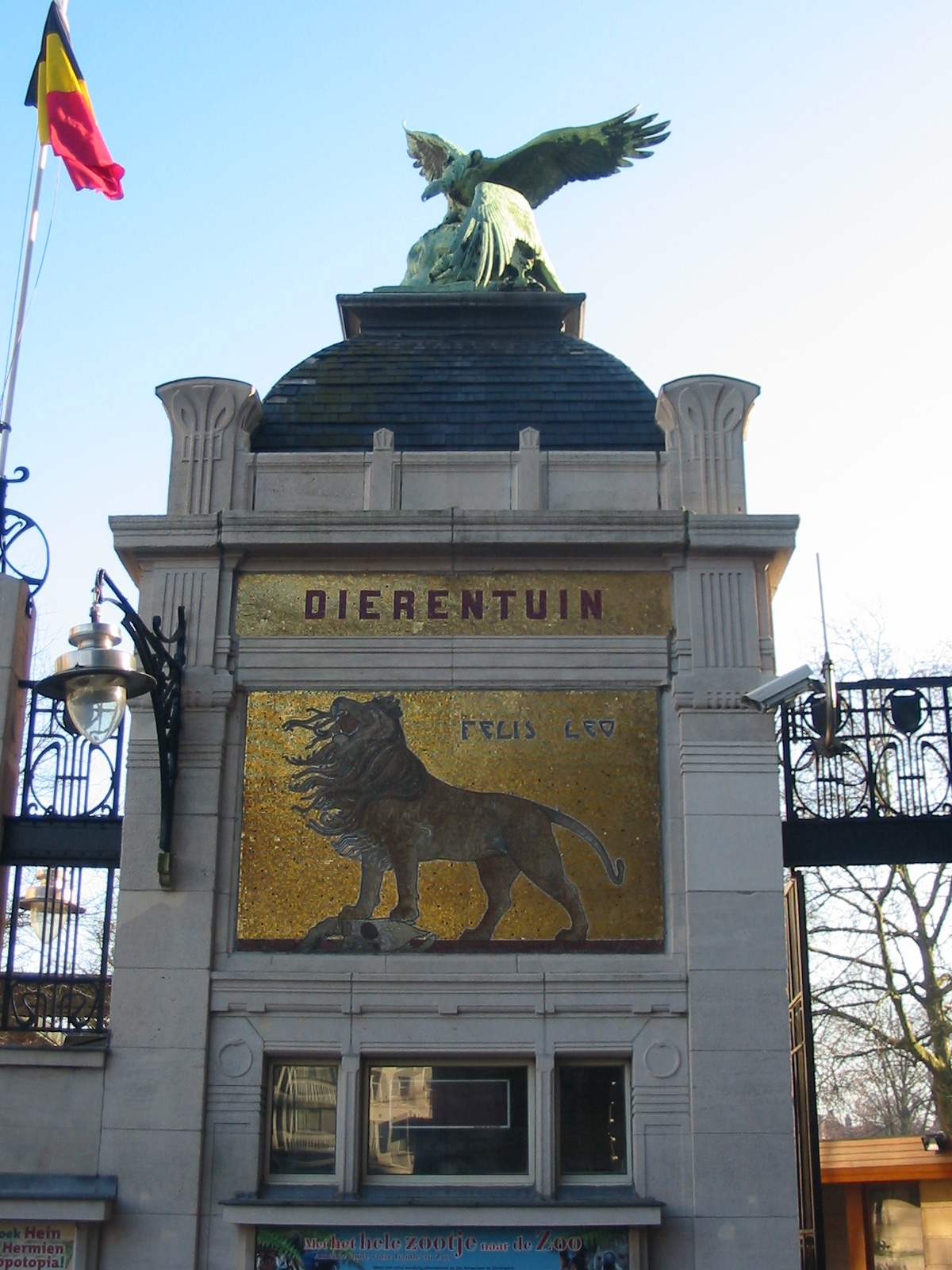
Entrata dello zoo di Anversa

Lo zoo di Anversa (ZOO Antwerpen in olandese, zoo d’Anvers in francese e Zoo Antwerpen in tedesco) è uno zoo nel centro della città belga di Anversa situato vicino alla stazione centrale della città. È il più antico parco faunistico del Belgio, istituito il 21 luglio 1843.
Sin dalla sua fondazione è controllato da De Koninklijke Maatschappij voor Dierkunde van Antwerpen, una società originariamente chiamata Société Royale de Zoologie d'Anvers (Società Reale dello Zoo di Anversa). Negli anni ha assunto il nomignolo "De Zoologie". L'obiettivo alla base della fondazione dello zoo era di incrementare gli studi di zoologia e botanica. Primo direttore fu Jacques Kets (10 novembre 1785 - 1º febbraio 1865). Egli accettò l'incarico solo ad una condizione: di creare accanto allo zoo un museo dedicato agli studi naturali. L'edificio fu inaugurato nel 1844 dal re del Belgio Leopoldo I.
Uno degli obiettivi dello zoo è da sempre quello di conservazione della vita selvatica con attività ricreative, di educazione a livello culturale e scientifico.

## Citazioni letterarie
Lo zoo di Anversa viene citato dallo scrittore, regista ed esploratore italiano Giorgio Moser, in uno dei suoi più noti racconti-documento, "Passaggio a sud-est". Moser riferisce, in particolare: "L'idea di creare ad Anversa un giardino zoologico risale al 1841 e la sua inaugurazione al 1844. La prima e la seconda guerra mondiale lo danneggiarono molto. All'inizio occupava una piccolissima parte di terreno...oggi si estende per oltre dieci ettari di terreno" (Milano, Mursia, 1972, p.103).